# Lindsay Davenport
Lindsay Ann Davenport (Palos Verdes, Kalifornia, 1976. június 8. –) korábbi egyéni és páros világelső, olimpiai bajnok, visszavonult amerikai profi teniszező.
Három egyéni, három páros Grand Slam-tornát nyert, valamint megnyerte az 1996-os atlantai olimpián a női egyes aranyérmét. 1998-at, 2001-et, 2004-et és 2005-öt is a világranglista élén zárta.
Egyéniben 98, párosban 32 héten keresztül vezette a világranglistát.
2014-ben a teniszhírességek csarnokának (International Tennis Hall of Fame) tagjai közé választották.

## Egyéni Grand Slam-döntői

### Megnyert döntők (3)
| Év   | Bajnokság       | Ellenfél a döntőben | Döntő eredménye |
| 1998 | US Open         | Martina Hingis      | 6–3, 7–5        |
| 1999 | Wimbledon       | Steffi Graf         | 6–4, 7–5        |
| 2000 | Australian Open | Martina Hingis      | 6–1, 7–5        |

### Elveszített döntők (4)
| Év   | Bajnokság       | Ellenfél a döntőben | Döntő eredménye |
| 2000 | Wimbledon       | Venus Williams      | 6–3, 7–6        |
| 2000 | US Open         | Venus Williams      | 6–4, 7–5        |
| 2005 | Australian Open | Serena Williams     | 2–6, 6–3, 6–0   |
| 2005 | Wimbledon       | Venus Williams      | 4–6, 7–6, 9–7   |

## Páros Grand Slam-döntői

### Megnyert döntők (3)
| Év   | Bajnokság     | Partner            | Ellenfél a döntőben               | Döntő eredménye |
| 1996 | Roland Garros | Mary Joe Fernández | Gigi Fernández Natasha Zvereva    | 6–2, 6–1        |
| 1997 | US Open       | Jana Novotná       | Gigi Fernández Natasha Zvereva    | 6–3, 6–4        |
| 1999 | Wimbledon     | Corina Morariu     | Mariaan de Swardt Olena Tatarkova | 6–4, 6–4        |

### Elveszített döntők (10)
| Év   | Bajnokság           | Partner            | Ellenfél a döntőben                  | Döntő eredménye |
| 1994 | Roland Garros       | Lisa Raymond       | Gigi Fernández Natasha Zvereva       | 6–2, 6–2        |
| 1996 | Australian Open     | Mary Joe Fernández | Chanda Rubin Arantxa Sánchez Vicario | 7–5, 2–6, 6–4   |
| 1997 | Australian Open (2) | Lisa Raymond       | Martina Hingis Natasha Zvereva       | 6–2, 6–2        |
| 1998 | Australian Open (3) | Natasha Zvereva    | Martina Hingis Mirjana Lučić         | 6–4, 2–6, 6–3   |
| 1998 | Roland Garros (2)   | Natasha Zvereva    | Martina Hingis Jana Novotná          | 6–1, 7–6        |
| 1998 | Wimbledon           | Natasha Zvereva    | Martina Hingis Jana Novotná          | 6–3, 3–6, 8–6   |
| 1998 | U.S. Open           | Natasha Zvereva    | Martina Hingis Jana Novotná          | 6–3, 6–3        |
| 1999 | Australian Open (4) | Natasha Zvereva    | Martina Hingis Anna Kurnyikova       | 7–5, 6–3        |
| 2001 | Australian Open (5) | Corina Morariu     | Serena Williams Venus Williams       | 6–2, 4–6, 6–4   |
| 2005 | Australian Open (6) | Corina Morariu     | Szvetlana Kuznyecova Alicia Molik    | 6–3, 6–4        |